# 益富雲母
益富雲母（ますとみうんも、 Masutomilite）は、1976年に発表された日本産新鉱物で、鉱物学者原田一雄などにより、滋賀県の田ノ上山ペグマタイトで発見された。化学組成は(K,Rb)(Li,Mn,Al)3(AlSi3O10)(F,OH)2で、単斜晶系。雲母グループの鉱物である。薬学者・鉱物学者であった益富壽之助の業績を称えて命名された。

## 独立性の問題
益富雲母は、チンワルド雲母の二価鉄を二価マンガンに置換したものとして発見された。しかし、チンワルド雲母は1998年の雲母超族の命名規約改訂により、シデロフィル雲母（Siderophyllite）とポリリシオ雲母（Polylithionite）の固溶体とされ、独立種としては消滅した。益富雲母の場合、KMn2+2Al(Al2Si2O10)(OH)2組成の雲母とポリリシオ雲母の固溶体となる。2018年現在、前者に該当する雲母は発見されていないため、益富雲母は独立種として一応認められているが、その独立性は不安定なものとなっている。